# 이현영 (배우)
이현영(1978년 2월 15일 ~ )은 대한민국의 뮤지컬 배우이다. 한때 가수로 활동한 적이 있다.

## 생애
1996년에 뮤지컬 배우 첫 데뷔하였다. 2001년 여성 댄스 팝 음악 그룹 에스의 구성원으로 활동하였다. 2004년부터 2005년까지는 여성 CCM R&B 음악 그룹 B2E의 구성원으로 활동하였다. 현재는 기업가로도 활동하고 있다.
오빠 이태문 기독교 목사는 2015년 우울증을 앓던 중 갑작스레 병사하였다.

## 소속
- 꿀자매 대표이사

## 출연작

### 뮤지컬
- 1996년 《피터 팬》 ... 웬디 역(여자 주연)
- 2002년 《아가씨와 건달들》 ... 미스 애들레이드 역(여자 주연)
- 2006년 《시카고》 ... 록시 하트 역(여자 주연)

## 디스코그래피

### 정규 앨범
- 2001년 《에스 1집》
- 2004년 《B2E 1집》

## 가족 관계
- 배우자 : 강성진 (1971년 1월 13일 ~ )
  - 아들 : 강민우 (2007년 3월 15일 ~ )
  - 장녀 : 강민영 (2010년 ~ )
  - 차녀 : 강민하 (2016년 12월 28일 ~ )
- 언니 : 이현경 (1972년 5월 12일 ~ )
  - 형부 : 민영기 (1974년 1월 11일 ~ )
    - 조카 : 민하람 (2012년 1월 30일 ~ )